# Бизео, Чезаре
Чезаре Бизео (итал. Cesare Biseo, 18 мая 1843, Рим — 23 января, 1909, там же) — итальянский художник-ориенталист.

## Жизнеописание
Родился в 1843 году в Риме. Его отец, Джованни Баттиста Бизео, был преподавателем в художественной школе; он же преподал своему сыну первые уроки рисования. Чезаре готовился стать художником-декоратором и овладел техникой создания фресок.
В 1870 году Чезаре Бизео принял приглашение от Исмаила-паши, египетского хедива, прибыть в Египет, чтобы участвовать в росписи интерьеров дворца хедива в Александрии и публичного театра в Каире. Помимо собственно выполнения заказа, Бизео за время пребывания в Египте увлёкся ориентальными мотивами. В течение своей дальнейшей карьеры Бизео создал большое число работ в различных техниках с восточными сюжетами. В 1875 году он также совершил путешествие из Италии в Марокко в составе итальянского посольства в поисках натуры для новых картин. В этому путешествии компанию Бизео составляли художник Стефано Усси и писатель Эдмондо де Амицис (итал. Edmondo De Amicis).
Их совместное путешествие Амицис описал в книге, изданной в 1877 году в Милане, к которой Бизео выполнил иллюстрации.
При жизни Бизео регулярно демонстрировал свои произведения на выставках в Риме, Неаполе, Турине.
Скончался Бизео в 1909 году в Риме.

## Галерея
- Арабская танцовщица, 1876
- Портрет неизвестной
- Караван бедуинов у Большого Сфинкса
- Под стенами Каира
- Арабский базар
- Курильщица кальяна

## Некоторые книги, проиллюстрированные Бизео
- Edmondo De Amicis, Marocco, con disegni originali di S. Ussi e C. Biseo, Fratelli Treves, Milano, 1879
- Edmondo De Amicis, Costantinopoli, con illustrazioni di C. Biseo, Fratelli Treves, Milano, 1882
- Storia di un passero, con disegni originali di N. Cannicci e C. Biseo, Razzolini, Firenze 1912